# 호모토피 범주
호모토피 이론에서 호모토피 범주(homotopy範疇, 영어: homotopy category)는 주어진 모형 범주에서, 모든 약한 동치를 동형 사상으로 만들어 얻는 범주이다.

## 정의
모형 범주 {\displaystyle ({\mathcal {C}},{\mathfrak {W}},{\mathfrak {F}},{\mathfrak {C}})}가 주어졌다고 하자. 이에 대응하는 호모토피 범주(영어: homotopy category) {\displaystyle \operatorname {Ho} ({\mathcal {C}})}는 다음과 같은 범주이다.
- {\displaystyle \operatorname {Ho} ({\mathcal {C}})}의 대상들은 {\displaystyle {\mathcal {C}}}의 대상 가운데 올대상이자 쌍대올대상인 것들이다.
- {\displaystyle \operatorname {Ho} ({\mathcal {C}})}의 사상들은 {\displaystyle {\mathcal {C}}}의 사상들의 호모토피류이다. (정의역과 공역이 모두 올대상이자 쌍대올대상일 경우), 오른쪽 호모토픽 및 왼쪽 호모토픽 조건이 서로 동치이다.

## 성질
모형 범주 {\displaystyle ({\mathcal {C}},{\mathfrak {W}},{\mathfrak {F}},{\mathfrak {C}})}에서, 그 호모토피 범주로 가는, 다음 조건을 만족시키는 함자
{\displaystyle H\colon {\mathcal {C}}\to \operatorname {Ho} ({\mathcal {C}})}
가 항상 존재한다.
- {\displaystyle {\mathcal {C}}} 속의 약한 동치 {\displaystyle w\in {\mathfrak {W}}}의 상 {\displaystyle Fw}는 {\displaystyle \operatorname {Ho} ({\mathcal {C}})}의 동형 사상이다.
- 올대상이자 쌍대올대상인 대상 {\displaystyle X\in {\mathcal {C}}}의 상 {\displaystyle H(X)}는 {\displaystyle X} 자신이다.
- 올대상이자 쌍대올대상인 두 대상 {\displaystyle X,Y\in {\mathcal {C}}} 및 사상 {\displaystyle f\in \hom _{\mathcal {C}}(X,Y)}에 대하여, {\displaystyle Hf\in \hom _{\operatorname {Ho} ({\mathcal {C}})}(X,Y)}는 {\displaystyle f}의 호모토피류이다.

이러한 함자는 일반적으로 유일하지 않으나, 이러한 두 함자 사이에는 항상 유일한 자연 동형이 존재한다.

### 퀼런 수반
두 모형 범주 {\displaystyle {\mathcal {C}}}, {\displaystyle {\mathcal {D}}} 사이의 퀼런 수반 함자
{\displaystyle F\colon {\mathcal {C}}\to {\mathcal {D}}}
{\displaystyle G\colon {\mathcal {D}}\to {\mathcal {C}}}
{\displaystyle F\dashv G}
가 주어졌을 때, 각각 왼쪽 유도 함자
{\displaystyle \operatorname {L} F\colon \operatorname {Ho} ({\mathcal {C}})\to \operatorname {Ho} ({\mathcal {D}})}
및 오른쪽 유도 함자
{\displaystyle \operatorname {R} G\colon \operatorname {Ho} ({\mathcal {D}})\to \operatorname {Ho} ({\mathcal {C}})}
를 정의할 수 있으며, 이 역시 서로 수반 함자
{\displaystyle \operatorname {L} F\dashv \operatorname {R} G}
를 이룬다.

## 예
위상 공간의 (퀼런) 모형 범주의 호모토피 범주는 CW 복합체와 그 사이의 연속 함수의 호모토피류들의 범주와 동치이다.